# Oxacis josephi
Oxacis josephi är en skalbaggsart som beskrevs av Ross H. Arnett, Jr. 1963. Oxacis josephi ingår i släktet Oxacis och familjen blombaggar. Inga underarter finns listade i Catalogue of Life.